# Laurence Olivier Awards 1998
Die 22. Laurence Olivier Awards 1998 wurden von der Society of London Theatre vergeben, um herausragende Theater- und Musicalproduktionen zu würdigen. Ausgezeichnet wurden Produktionen der Theatersaison 1997/98.

## Hintergrund
Der Laurence Olivier Award (auch Olivier Award) ist ein seit 1976 jährlich vergebener britischer Theater- und Musicalpreis. Er gilt als höchste Auszeichnung im britischen Theater und ist vergleichbar mit dem Tony Award am amerikanischen Broadway. Verliehen wird die Auszeichnung von der Society of London Theatre. Ausgezeichnet werden herausragende Darsteller und Produktionen einer Theatersaison, die im Londoner West End zu sehen waren. Die Auszeichnungen hießen zunächst Society of West End Theatre Awards und wurden 1985 zu Ehren des renommierten britischen Schauspielers Laurence Olivier in Laurence Olivier Awards umbenannt. Die Nominierten und Gewinner der Laurence Olivier Awards „werden jedes Jahr von einer Gruppe angesehener Theaterfachleute, Theaterkoryphäen und Mitgliedern des Publikums ausgewählt, die wegen ihrer Leidenschaft für das Londoner Theater“ bekannt sind.

## Gewinner und Nominierte
| Bestes neues Theaterstück | Bestes neues Musical |
| --- | --- |
| - Closer von Patrick Marber – National Theatre Cottesloe / Lyttelton Theatre - Amy’s View von David Hare – National Theatre Lyttelton / Aldwych Theatre - Hurlyburly von David Rabe – Queen’s Theatre - The Invention of Love von Tom Stoppard – National Theatre Cottesloe / Lyttelton Theatre - Tom and Clem von Stephen Churchett – Aldwych Theatre                                      | - Beauty and the Beast – Dominion Theatre - Enter the Guardsman – Donmar Warehouse - Lady in the Dark – National Theatre Lyttelton - The Fix – Donmar Warehouse |
| Beste neue Comedy | Bestes Entertainment |
| - Popcorn von Ben Elton – Apollo Theatre - A Skull in Connemara von Martin McDonagh – Royal Court Theatre - East Is East von Ayub Khan-Din – Royal Court Theatre | - Slava’s Snowshow – Old Vic Theatre - Maureen Lipman: Live and Kidding – Duchess Theatre - Marlene – Lyric Theatre - She Knows You Know – Vaudeville Theatre |
| Beste Wiederaufnahme Musical | |
| - Chicago – Adelphi Theatre - Damn Yankees – Adelphi Theatre - Kiss Me, Kate – Regent’s Park Open Air Theatre | |
| Bester Darsteller Theaterstück | Beste Darstellerin Theaterstück |
| - Ian Holm als Lear in King Lear – National Theatre Cottesloe - Simon Russell Beale als Iago in Othello – National Theatre Cottesloe - Michael Gambon als Tom Driberg in Tom and Clem – Aldwych Theatre - Rupert Graves als Eddie in Hurlyburly – Queen’s Theatre - John Wood als A. E. Housman in The Invention of Love – National Theatre Cottesloe / Lyttelton Theatre                   | - Zoë Wanamaker als Electra in Electra – Donmar Warehouse - Judi Dench als Esme Allen in Amy’s View – National Theatre Lyttelton / Aldwych Theatre - Sally Dexter als Anna in Closer – National Theatre Cottesloe / Lyttelton Theatre - Maggie Smith als Claire in A Delicate Balance – Haymarket Theatre                       |
| Bester Darsteller Musical | Beste Darstellerin Musical |
| - Philip Quast als Grahame Chandler in The Fix – Donmar Warehouse - John Barrowman als Cal Chandler in The Fix – Donmar Warehouse - Henry Goodman als Billy Flynn in Chicago – Adelphi Theatre - Andrew C. Wadsworth als Fred Graham/Petruchio in Kiss Me, Kate – Regent’s Park Open Air Theatre                                                                                            | - Ute Lemper als Velma Kelly in Chicago – Adelphi Theatre - Maria Friedman als Liza Elliott in Lady in the Dark – National Theatre Lyttelton - Ruthie Henshall als Roxie Hart in Chicago – Adelphi Theatre - Siân Phillips als Marlene Dietrich in Marlene – Lyric Theatre                                                      |
| Beste Leistung in einer Nebenrolle Theaterstück | Beste Leistung in einer Nebenrolle Musical |
| - Sarah Woodward als Kitty in Tom and Clem – Aldwych Theatre - Michael Bryant als The Fool in King Lear – National Theatre Cottesloe - Ronald Pickup als Frank Oddie in Amy’s View – National Theatre Lyttelton / Aldwych Theatre - Paul Rhys als Edgar in King Lear – National Theatre Cottesloe                                                                                           | - James Dreyfus als Russell Paxton in Lady in the Dark – National Theatre Lyttelton - Nicky Henson als Dramatiker/Erzähler in Enter the Guardsman – Donmar Warehouse - April Nixon als Lola in Damn Yankees – Adelphi Theatre - Issy Van Randwyck als Lois Lane/Bianca Minola in Kiss Me, Kate – Regent’s Park Open Air Theatre |
| Bester Regisseur / Beste Regisseurin | Bester Choreograph / Beste Choreographin |
| - Richard Eyre für King Lear – National Theatre Cottesloe - Walter Bobbie für Chicago – Adelphi Theatre - Sam Mendes für Othello – National Theatre Cottesloe - Matthew Warchus für Hamlet – Royal Shakespeare Company im Barbican Centre | - Simon McBurney für The Caucasian Chalk Circle – National Theatre Olivier - Rob Marshall für Damn Yankees – Adelphi Theatre - Ann Reinking für Chicago – Adelphi Theatre - Matt West für Beauty and the Beast – Dominion Theatre                                                                                               |
| Bester Bühnenbildner / Beste Bühnenbildnerin | Bester Kostümdesigner / Beste Kostümdesignerin |
| - Tim Goodchild für Three Hours after Marriage – Royal Shakespeare Company im Barbican Centre / The Pit - William Dudley für The Homecoming – National Theatre Lyttelton - John Gunter für The Peter Hall Company’s Theatersaison – Old Vic Theatre - Rob Howell für Chips with Everything – National Theatre Lyttelton                                                                     | - Tim Goodchild für Three Hours after Marriage – Royal Shakespeare Company im Barbican Centre / The Pit - Nicky Gillibrand für Lady in the Dark – National Theatre Lyttelton - Ann Hould-Ward für Beauty and the Beast – Dominion Theatre - William Ivey Long für Chicago – Adelphi Theatre                                     |
| Bester Lichtdesigner / Beste Lichtdesignerin | |
| - Rick Fisher für Chips with Everything und Lady in the Dark – National Theatre Lyttelton - Paul Anderson für The Chairs – Royal Court Theatre - Howard Harrison für The Fix – Donmar Warehouse - Hugh Vanstone für Hamlet – Royal Shakespeare Company im Barbican Centre | |
| Herausragende Leistungen Ballett | Beste neue Ballettproduktion |
| - Lez Brotherston für Kostüme und Bühnenbild von Cinderella, Adventures in Motion Pictures – Piccadilly Theatre - Altynai Asylmuratova in Swan Lake, English National Ballet – Royal Albert Hall - Mark Morris für die Choreographie von L’Allegro, il Penseroso ed il Moderato, Mark Morris Dance Group – London Coliseum                                                                  | - L’Allegro, il Penseroso ed il Moderato, Dance Umbrella und Mark Morris Dance Group – London Coliseum - Swan Lake, English National Ballet – Royal Albert Hall - The Nutcracker Sweeties, Birmingham Royal Ballet – Royal Opera House                                                                                          |
| Herausragende Leistungen Oper | Beste neue Opernproduktion |
| - Paul Daniel als Dirigent von From the House of the Dead, English National Opera – London Coliseum - Alan Opie in Falstaff, English National Opera und Opera North – London Coliseum - Mark Henderson, Nikolaus Leloff, Tobias Moheisel und Bettina J. Walker für Palestrina – Royal Opera House - Francesco Zambello als Regisseur von Paul Bunyan, The Royal Opera – Shaftesbury Theatre | - Paul Bunyan, The Royal Opera – Shaftesbury Theatre - Falstaff, English National Opera und Opera North – London Coliseum - Palestrina, The Royal Opera – Royal Opera House - Platée, The Royal Opera – Barbican Centre |

## Sonderpreise
| Kategorie                         | Preisträger                  |
| --------------------------------- | ---------------------------- |
| Sonderpreis der Society of London | David Mirvish und Ed Mirvish |

## Statistik

### Mehrfache Nominierungen
- 7 Nominierungen: Chicago
- 5 Nominierungen: Lady in the Dark
- 4 Nominierungen: King Lear und The Fix
- 3 Nominierungen: Amy’s View, Beauty and the Beast, Damn Yankees, Kiss Me, Kate und Tom and Clem
- 2 Nominierungen: Chips with Everything, Closer, Enter the Guardsman, Falstaff, Hamlet, Hurlyburly, L’Allegro, il Penseroso ed il Moderato, Marlene, Othello, Palestrina, Paul Bunyan, Swan Lake, Three Hours after Marriage und The Invention of Love

### Mehrfache Gewinne
- 2 Gewinne: Chicago, King Lear, Lady in the Dark und Three Hours after Marriage